# 伊戈尔·伊万诺夫
伊戈尔·谢尔盖耶维奇·伊万诺夫（俄語：И́горь Серге́евич Ивано́в；1945年9月23日—），俄罗斯政治人物。1998年9月30日至2004年2月24日，担任俄罗斯联邦外交部长。

## 生平
伊戈尔·伊万诺夫生于莫斯科市，父亲是俄罗斯人，母亲为格鲁吉亚人。1969年，毕业于莫理斯·多列士莫斯科外国语学院（今莫斯科国立语言大学）。1973年，进入苏联外交部工作。1991年-1993年，任苏联、俄罗斯驻西班牙大使。1993年12月至1998年9月，担任俄罗斯外交部第一副部长。